# 사패산
사패산(賜牌山)은 대한민국 경기도 양주시 장흥면에 있는 한북정맥 및 한국의 화강암 산으로 높이는 552m이다. 북한산국립공원 도봉산지구에 속한다.
백두대간에서 뻗은 한북정맥이다. 한북정맥은 내려오면서 백암산, 적근산, 대성산, 광덕산, 백운산, 국망봉, 운악산을 이루고 도봉산에 이르기 전 사패산으로 솟아 올랐다.
사패산은 동쪽으로 수락산, 서남쪽으로 도봉산을 끼고 안골계곡과 고찰 회룡사를 안고도는 회룡계곡등 수려한 자연휴식 공간들이 숲과 어우러진 산이다. 사패산은 조선시대 선조의 여섯째 딸인 정휘옹주가 유정량에게 시집갈 때 선조가 하사한 산이라 하여 사패산으로 불리었다는 것과 산아래 마패를 제작하는 곳이 있어 그 지명이 유래되었다는 두가지 이야기가 있다.
양주시 장흥면 울대리 원각사 계곡, 송추계곡,의정부 회룡계곡, 안골계곡을 통해 사패산 정상에 오를 수 있으며 사패능선, 포대능선을 통해 도봉산으로 연결된다.

## 같이 보기
- 사패산 터널
- 한북정맥
- 한국의 화강암